# Halibut Cove
Halibut Cove és una concentració de població designada pel cens dels Estats Units a l'estat d'Alaska. Segons el cens del 2000 tenia 35 habitants.

## Demografia
Segons el cens del 2000, Halibut Cove tenia 35 habitants, 18 habitatges, i 12 famílies La densitat de població era d'1,7 habitants/km².
Dels 18 habitatges en un 16,7% hi vivien nens de menys de 18 anys, en un 66,7% hi vivien parelles casades, en un 0% dones solteres, i en un 33,3% no eren unitats familiars. En el 33,3% dels habitatges hi vivien persones soles l'11,1% de les quals corresponia a persones de 65 anys o més que vivien soles. El nombre mitjà de persones vivint en cada habitatge era d'1,94 i el nombre mitjà de persones que vivien en cada família era de 2,42.
Per edats la població es repartia de la següent manera: un 14,3% tenia menys de 18 anys, un 0% entre 18 i 24, un 31,4% entre 25 i 44, un 31,4% de 45 a 60 i un 22,9% 65 anys o més.
L'edat mediana era de 47 anys. Per cada 100 dones hi havia 133,3 homes. Per cada 100 dones de 18 o més anys hi havia 130,8 homes.
La renda mediana per habitatge era de 127.010 $ i la renda mediana per família de 130.022 $. Els homes tenien una renda mediana de 84.468 $ mentre que les dones 46.250 $. La renda per capita de la població era de 89.895 $. Cap de les famílies estaven per davall del llindar de pobresa.

## Poblacions més properes
El següent diagrama mostra les poblacions més properes.